# دانیلو دزیدری
دانیلو دزیدری (ایتالیایی: Danilo Desideri؛ زادهٔ ۱۳ ژوئیهٔ ۱۹۴۰) فیلم‌بردار اهل ایتالیا است.
از فیلم‌هایی که وی در آن‌ها نقش داشته‌است، می‌توان به ماه عسل، بانیوماریا، امشب در منزل آلیس، لعنت به روزی که تو را ملاقات کردم، ریمینی ریمینی، هم‌کلاسی‌ها و به خانه برگرد گُری اشاره نمود.